# Sisyrinchium scabrum
Sisyrinchium scabrum är en irisväxtart som beskrevs av Diederich Franz Leonhard von Schlechtendal och Adelbert von Chamisso. Sisyrinchium scabrum ingår i släktet gräsliljor, och familjen irisväxter. Inga underarter finns listade i Catalogue of Life.